# Saç Kavurma

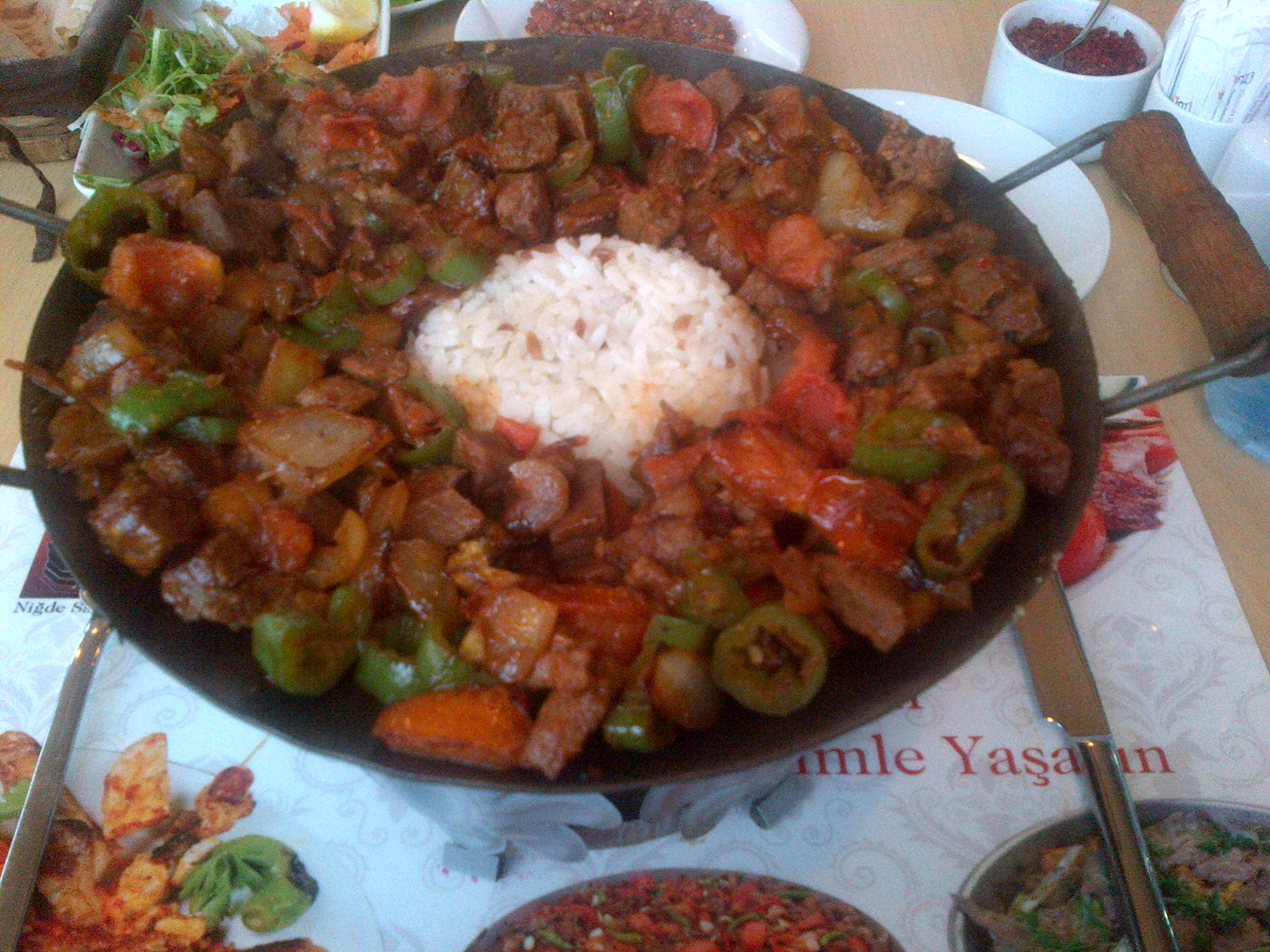
Saç kavurma sau Çoban kavurma

Saç kavurma este un fel de mâncare turcească.
Acest fel de mâncare constă din bucăți de carne de miel, care sunt prăjite cu ceapă, ardei si ardei iute într-o tigaie turcească (saç). Drept garnitură sunt servite, de multe ori bulgur și salată, precum și pâine proaspătă, care se înmoaie în uleiul din tigaie. Mâncarea este servită la masă, în tigaie.
Saç kavurma trece drept o specialitate tradițională din bucătăria turcească.